# Gerry Geran
Pierce George „Gerry” Geran (Holyoke, Massachusetts, 1896. augusztus 3. – New York, Brooklyn, 1981. szeptember 8.) olimpiai ezüstérmes amerikai jégkorongozó.
Az 1920-as nyári olimpián ezüstérmet nyert amerikai férfi jégkorong-válogatottal, az elődöntőben 2–0-ra kaptak ki a későbbi győztes kanadai válogatottól, a rájátszás során pedig előbb a svéd, majd a csehszlovák válogatottat verték nagy arányban, megszerezve ezzel az ezüstérmet.
Még az olimpia előtt játszott a National Hockey League-ben, a Montréal Wanderersben összesen 4 mérkőzést. Előtte amatőr volt és utána is sokáig. Bostoni amatőr csapatokban játszott. 1925–1926-ban játszott a Boston Bruinsban 33 mérkőzésen. A következő évben az AHA-ban játszott, és a szezon után vissza is vonult.